# Parc provincial de Cumberland House
Pour les articles homonymes, voir Cumberland House.
Le parc provincial de Cumberland House est un parc provincial de la Saskatchewan Canada situé à Cumberland House (en). Il a pour but de protéger le plus vieux poste de traite de la Compagnie de la Baie d'Hudson de la province. On y retrouve entre autres la poudrière du poste ainsi que les vestiges du Northcote, un navire à vapeur utilisé pour la traite des fourrures et la rébellion du Nord-Ouest.
Le poste de traite a été désigné lieu historique national du Canada en 1924. En 1986, le site a été établi en parc provincial historique par la province de la Saskatchewan.